# Ігнатьєво (Сергієво-Посадський район)
Ігнатьєво (рос. Игнатьево)– присілок у Сергієво-Посадському районі Московської області Російської Федерації

## Розташування
Ігнатьєво входить до складу міського округу Пересвєт, воно розташовано на схід від міста Пересвєт.

## Населення
Станом на 2006 рік у присілку проживало 27 осіб.